# Флаг Советска (Калининградская область)
Флаг муниципального образования «Сове́тский городской округ» Калининградской области Российской Федерации — опознавательно-правовой знак, служащий официальным символом муниципального образования и знаком единства его населения.
Флаг утверждён 25 января 2012 года и направлен в Геральдический совет при Президенте Российской Федерации для регистрации флага Советского городского округа в Государственном геральдическом регистре.
Так как при разработке флага муниципального образования «Советский городской округ» не учтены общие принципы разработки муниципальных флагов, утверждённые решением Геральдического совета при Президенте Российской Федерации 15 мая 2003 года, данный флаг в Государственный геральдический регистр Российской Федерации скорее всего внесён не будет.

## Описание
«Флаг муниципального образования „Советский городской округ“ представляет собой прямоугольное полотнище с соотношением сторон 2:3, состоящее из трёх горизонтальных равновеликих полос, верхней — зелёного, средней — белого, нижней — красного цвета. В центре полотнища — изображение герба города Советска: в белом поле на волнистой голубой оконечности красная башня, мурованная чёрным, о двух зубцах по краям и с круглой башенкой под конической кровлей посередине, обременённая щитом, разбитым начетверо белым и чёрным. Габаритная высота изображения составляет не более 3/4 от ширины полотнища».

## Обоснование символики
Зелёный цвет — цвет лесов и лугов, бескрайних Неманских низин, окружающих Советск, это цвет надежды и благополучия, надежды на процветание и возрождение города.
Белый цвет — цвет мира и человеческой мудрости. Ведь именно Тильзитский мир, подписанный 200 лет назад в Тильзите (название Советска до 1946 года), прославил город в мировой истории. Белый цвет — символ открытости, что так важно для сегодняшнего российского Советска.
Красный цвет — это цвет солнца, прогоняющего тьму, цвет удачи и богатства, он же напоминает о войнах и о многих жертвах, проливших кровь у стен Тильзита.

## История
2 декабря состоялось заседание конкурсной комиссии по проектам официальных символов Советского городского округа.
На рассмотрение комиссии было представлено 10 проектов от 6 участников конкурса, которыми стали А. Шуляк, А. Щаев, Л. Боброва, А. Воронин, калининградцы В. Кузнецов и Г. Лерман (заслуженный член Всероссийского геральдического общества).
В соответствии с Положением о конкурсе, председатель комиссии — заместитель главы СГО по социальным вопросам В. А. Ищенко, после вскрытия пакетов с представленными проектами, передал их членам комиссии для последующего рассмотрения и обсуждения. По мнению комиссии, все работы вызвали интерес, каждый проект имел обоснование основанное на исторических фактах и геральдических правилах.